# Ectoedemia jubae
Ectoedemia jubae là một loài bướm đêm thuộc họ Nepticulidae. Nó là loài đặc hữu của quần đảo Canaria.
Sải cánh dài 4.5-5.5 mm.
Ấu trùng ăn Euphorbia balsamifera, Euphorbia obtusifolia và Euphorbia regis-jubae. Chúng ăn lá nơi chúng làm tổ. 